# Lueheopsis rosea
Lueheopsis rosea là một loài thực vật có hoa trong họ Cẩm quỳ. Loài này được (Ducke) Burret mô tả khoa học đầu tiên năm 1926.